# Palczyńce
Palczyńce – wieś na Ukrainie w rejonie tarnopolskim należącym do obwodu tarnopolskiego.
Właścicielem dóbr we wsi był Michał Garapich.
W rejonie miejscowości w 1920 rozegrała się bitwa pomiędzy wojskami polskimi a sowieckimi.
W II Rzeczypospolitej stacjonowały tu jednostki graniczne Wojska Polskiego: we wrześniu 1921 w Palczyńcach wystawiła placówkę 2 kompania 23 batalionu celnego, po 1924 stacjonowała tu strażnica Korpusu Ochrony Pogranicza.
Do 2020 w rejonie podwołoczyskim.

## Linki zewnętrzne

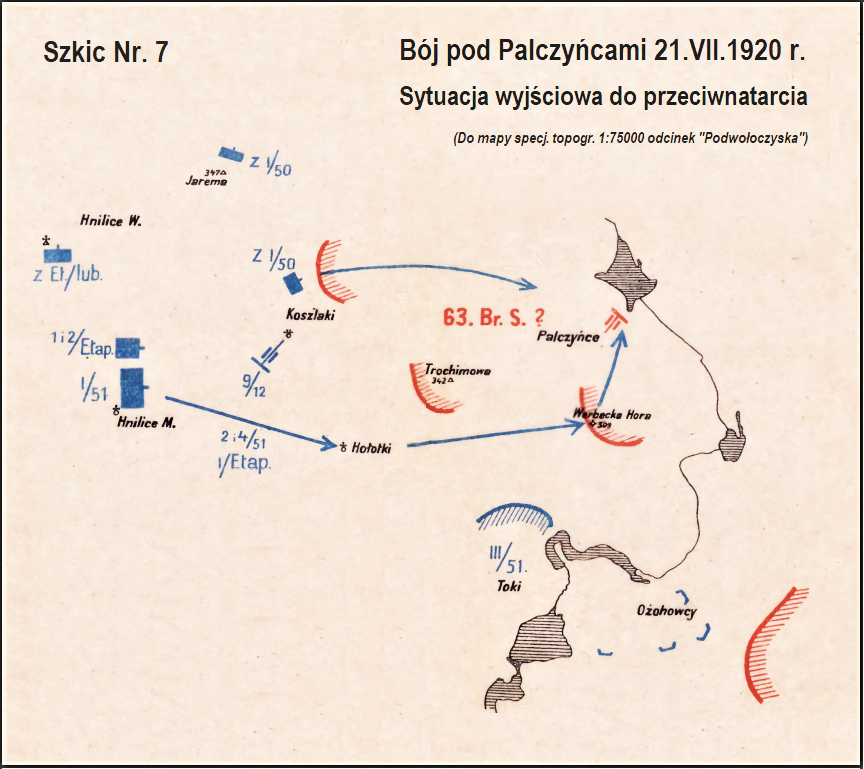
M. Kukiel, Bitwa pod Wołoczyskami.
Bój pod Palczyńcami